# Scuppernong River Interpretive Boardwalk
Le Scuppernong River Interpretive Boardwalk est un sentier d'interprétation américain dans le comté de Tyrrell, en Caroline du Nord. Protégé au sein du Pocosin Lakes National Wildlife Refuge, ce boardwalk long de 1,2 kilomètre est lui-même classé National Recreation Trail depuis 2005.